# Структурная устойчивость
В теории динамических систем, отображение f называется Ck-структурно устойчивым, если любое Ck-близкое к нему отображение g топологически сопряжено ему некоторым гомеоморфизмом h, близким к тождественному:
{\displaystyle g=h\circ f\circ h^{-1}}
Иными словами, динамика g отличается от динамики f только (непрерывной) заменой координат.
Если гладкость k не указана явно, по умолчанию считается, что речь идёт о C1-возмущениях. Стоит отметить, что замена h почти никогда не может оказаться гладкой: малым возмущением можно изменить собственные значения в неподвижных и периодических точках, которые являются инвариантами гладкого сопряжения.
В двумерном случае малое шевеление приводит любое состояние к структурно устойчивому. В 3- и более мерных случаях такое верно не всегда.
Аносов открыл, что существуют структурно устойчивые хаотические системы.
Пример: Системы Морса-Смейла структурно устойчивы.